# Међународна федерација инжењера консултаната
 (фр. Fédération Internationale Des Ingénieurs-Conseils, значење: Међународна федерација инжењера консултаната) је федерација коју су основале три искључиво франкофоне државе - Белгија, Француска и Швајцарска. 

## Историја
Федерација је основана 1913. године и налази се у Светском трговинском центру у Швајцарској. Представља индустрију инжењера консултаната у свету, тако што промовише пословне интересе предузећа која обезбеђују интелектуалне услуге засноване на технологији за потребе пројеката изградње и природног окружења уопште. Федерацијом руководе углавном волонтери, а у свету инжењера консултаната позната је по свом раду у одређивању кодекса понашања и пословања инжењера консултаната широм света. 
Предузећа и организације које припадају Међународном Удружењу Чланова FIDIC-а могу да се прогласе члановима Федерације и да користе њен лого, чија је употреба иначе строго контролисана. 

## Активности
Федерација организује конференције, семинаре и различите курсеве обуке. Отуда и приручник под називом „Водич за праксу - пословање професионалне консултантске фирме“ као и остала слична издања. Федерација такође објављује међународне уговоре и друге документе о политици пословања који се користе као модели и смернице широм света. Познате су Црвена, Жута, Наранџаста књига, итд.    